# Malocclusione
La malocclusione dentale è un'errata chiusura delle arcate dentali. Per definizione è il modo migliore che le arcate dentali hanno per raggiungere la massima intercuspidazione, ossia il maggior numero di contatti fra i denti, necessario per esprimere la forza dei muscoli masticatori: masseteri, temporali e pterigoidei. Ciò assume il massimo significato durante l'atto deglutitorio, senza interposizione linguale.

## Eziologia
Generalmente è dovuta a un insufficiente allineamento dei denti stessi nelle arcate dentali oppure a una eccessiva discrepanza in senso antero-posteriore e/o trasversale delle basi ossee che sostengono i denti.
La malocclusione si genera come ricerca della massima intercuspidazione, evitando qualunque, anche il benché minimo precontatto fra le arcate, che possa impedire ciò. Quindi, noi chiamiamo "malocclusione" il risultato finale di un lungo processo evolutivo cosciente. La presenza di precontatti condizionerà il mantenimento della malocclusione, quanto l'istaurarsi delle usure dentali è spesso di una condizione di bruxismo (notturno).

## Trattamento
Viene corretta dall'odontoiatra mediante un trattamento ortodontico o chirurgico a seconda dei casi.

## Prevenzione
Abitudini viziate e in genere pressioni costanti sul volto in crescita possono alterare la posizione dei denti e lo sviluppo dello stesso.
Per la notevole velocità di crescita scheletrica che si ha nei primi tre anni di vita le abitudini che intervengono in questa fase possono influenzare lo sviluppo futuro del volto, l'abitudine ad esempio di utilizzare il ciuccio può inoltre causare otiti medie recidivanti nel bambino.
Le arcate dentali in condizioni fisiologiche sono in una posizione di armonia tra le forze muscolari interne prodotte dalla lingua e le forze muscolari esterne prodotte dalle labbra e dalle guance.
L'equilibrio di tali forze può venir meno in alcuni casi:
- disfunzioni nella funzione muscolare facciale, tipicamente alterazioni nella deglutizione,
- forze esterne che agiscono sui denti o sul volto in caso di abitudini viziate (il succhiamento di dita, del pollice, della lingua, delle labbra, delle guance, di lenzuola o capi di abbigliamento, del ciuccio e del biberon, l'onicofagia (mangiare le unghie), la lapisfagia (mangiare le matite), la dermofagia (mangiare le 'pellicine' delle unghie, la pelle delle nocche),
- alterate posture mantenute nel tempo, come per esempio appoggiare il mento a una mano, addormentarsi con il braccio sotto il volto[11],
- respirazione orale.

L'eziologia delle abitudini viziate è spesso di tipo psicologico, le più recenti linee guida condividono che sarebbe consigliabile intercettare precocemente il problema.
La prevenzione primaria si attua evitando tali comportamenti anomali, la terapia sarà volta a rieducare a una funzione corretta e a recuperare ortodonticamente eventuali discrepanze già in atto.
Anche carie su denti decidui (da latte) con infiammazione del periapice o perdita precoce degli stessi possono alterare la corretta eruzione dei sottostanti denti permanenti.